# Лаплатски речен делфин
Лаплатският речен делфин (Pontoporia blainvillei) е вид бозайник от семейство Iniidae. Видът е уязвим и сериозно застрашен от изчезване.

## Разпространение и местообитание
Разпространен е в Аржентина (Буенос Айрес, Рио Негро и Чубут), Бразилия (Еспирито Санто, Парана, Рио Гранди до Сул, Рио де Жанейро, Санта Катарина и Сао Пауло) и Уругвай.
Обитава крайбрежията на сладководни басейни, океани и реки в райони с тропически и умерен климат. Среща се на дълбочина около 8,6 m.

## Описание
Популацията на вида е намаляваща.